# فرانکو وتسونی
فرانکو وتسونی (انگلیسی: Franco Vezzoni؛ زادهٔ ۱۲ نوامبر ۲۰۰۱) بازیکن فوتبال اهل آرژانتین است که در حال حاضر به‌صورت قرضی از اینترمیلان برای باشگاه فوتبال ارورا پرو پاتریا ۱۹۱۹ در سری سی ایتالیا بازی می‌کند.

## دوران باشگاهی
وتسونی در کسکین، کوردوبا متولد شد و در ۱۶ سالگی به تیم جوانان اینتر میلان پیوست و در سال ۲۰۲۰ به تیم اصلی اضافه شد.
در ۲۴ ژوئیه ۲۰۲۱، او به صورت قرضی به باشگاه فوتبال ارورا پرو پاتریا ۱۹۱۹، از باشگاه‌های حاضر در سری سی پیوست. او اولین بازی حرفه ای خود را در ۲۹ سپتامبر ۲۰۲۱ مقابل باشگاه فوتبال لکو انجام داد.